# Crocus carpetanus
El azafrán serrano (Crocus carpetanus) es una especie de la familia de la iridáceas.  Es una planta de floración temprana.

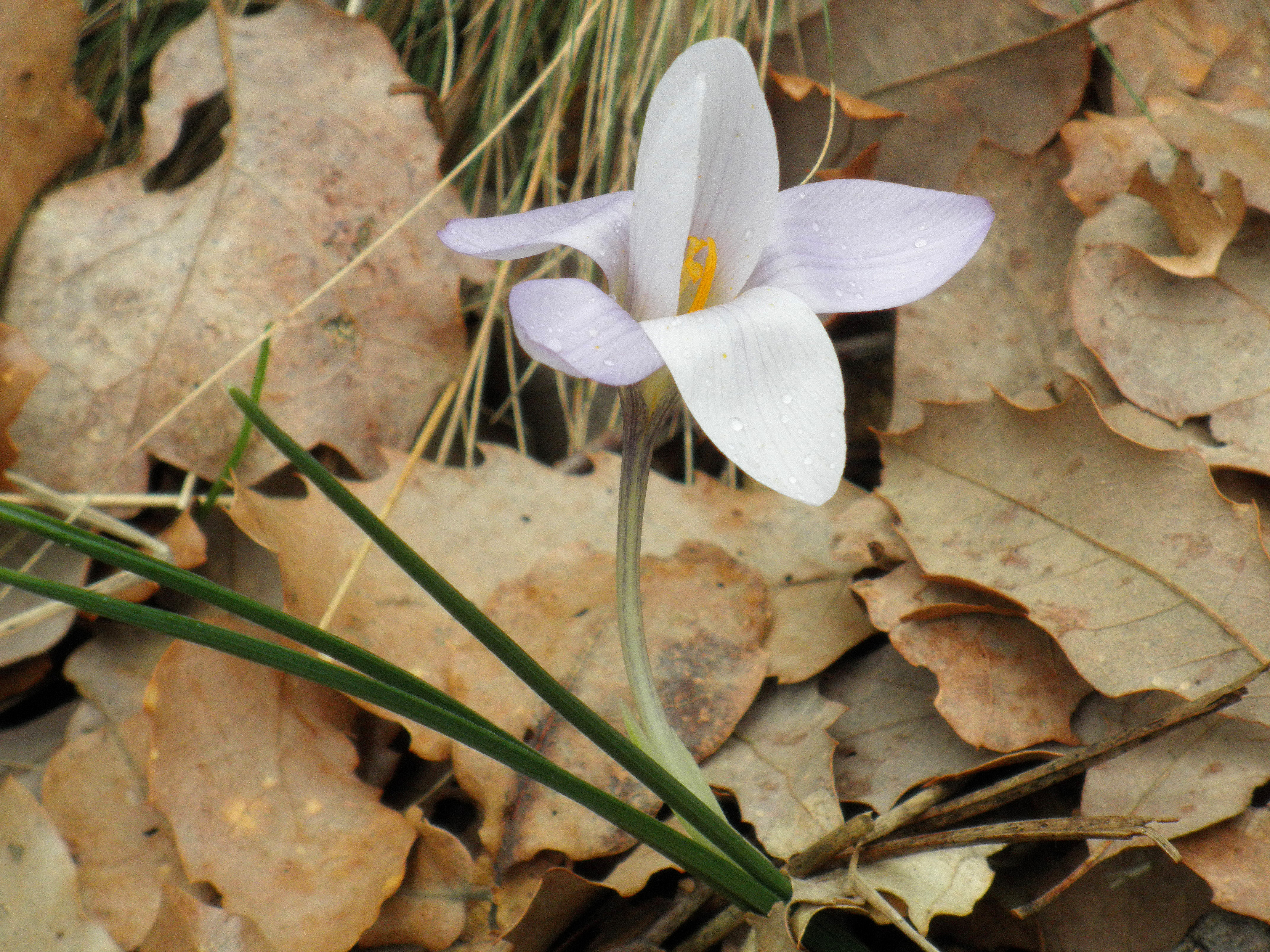
Flor

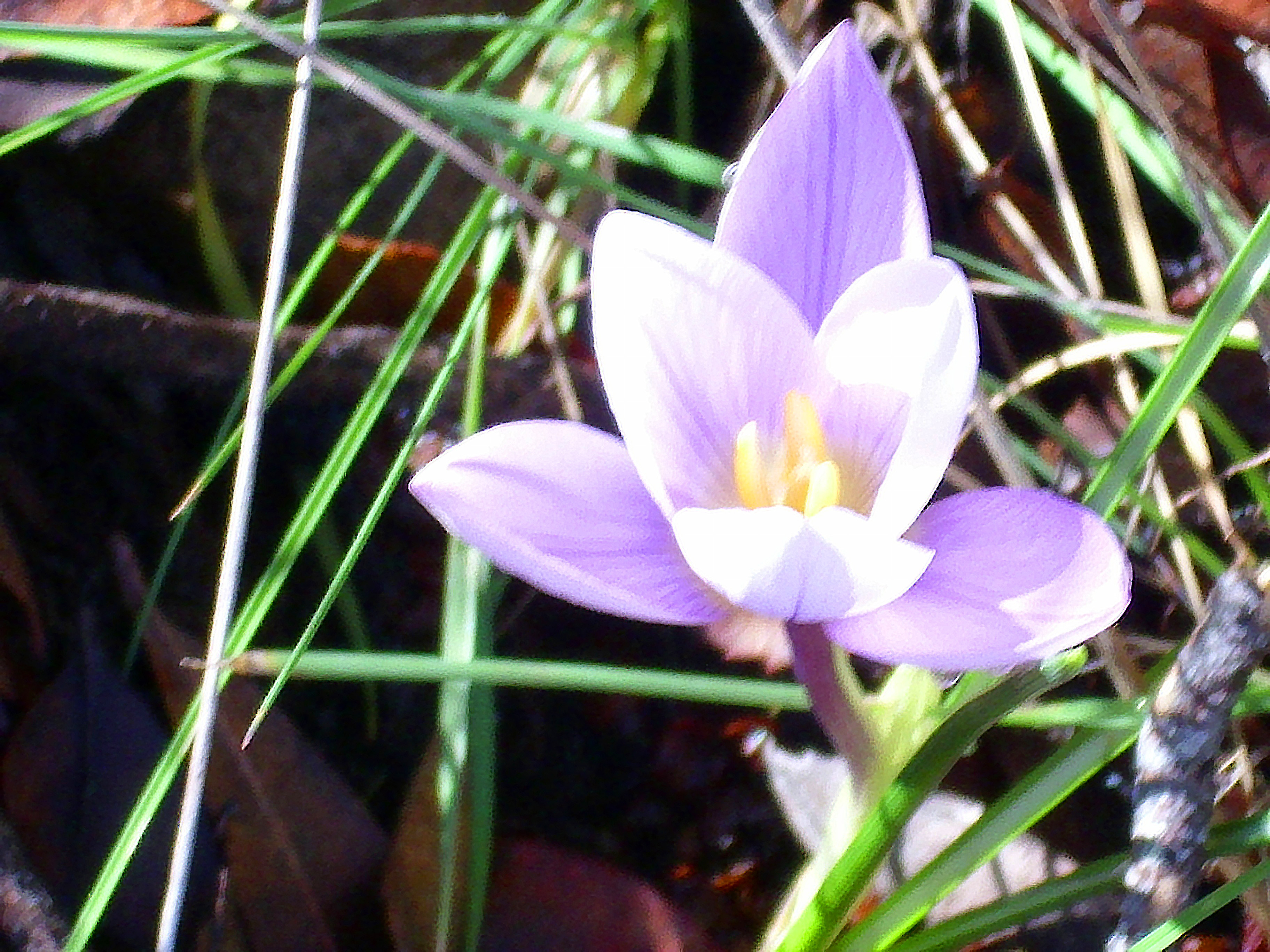
Detalle de la flor

## Descripción
Tiene de 2 a 4 hojas, de sección transversal semicilíndrica, con 13 surcos suaves en el envés y una lista ancha y plateada en el haz, de 1 a 2,5 mm de ancho. Tuberibulbo con túnica de fibras reticuladas. Flores hermafroditas solitarias de color violeta pálido o blanco.  Estambres con anteras amarillas, filamentos blancos o amarillo muy pálido, estilo blanquecino o amarillento dividido en tres ramas blancas o cremosas que tienen el ápice muy ensanchado o imbricado.

## Ecología
Prados y piornales, colinas húmedas y soleadas. Indicadora de la provincia Carpetano-Ibérico-Leonesa. De 1200 a 2000 m s. n. m. . Crece en corros cerca de la nieve que se funde. Geófito.

## Distribución
Noroeste de Francia, centro y norte de Portugal.  En España en el Sistema Central  (Sierra de Gredos, Guadarrama) y Cordillera Cantábrica.

## Taxonomía
Crocus carpetanus fue descrita por Boiss. & Reut. y publicado en Diagnoses Plantarum Novarum Hispanicarum 24. 1842.
Etimología
Crocus: nombre genérico que deriva de la palabra griega:
κρόκος ( krokos ). Esta, a su vez, es probablemente una palabra tomada de una lengua semítica, relacionada con el hebreo כרכום karkom, arameo ܟܟܘܪܟܟܡܡܐ kurkama y árabe كركم kurkum, lo que significa " azafrán "( Crocus sativus ), "azafrán amarillo" o la cúrcuma (ver Curcuma). La palabra en última instancia se remonta al sánscrito kunkumam (कुङ्कुमं) para "azafrán" a menos que sea en sí mismo descendiente de la palabra semita.
carpetanus: epíteto geográfico que alude a su localización en Carpetania.
Sinonimia
- Crocus marcetii Pau[4]

Citología
Número de cromosomas de Crocus carpetanus y táxones infraespecíficos: 2n=64

## Nombre común
- Castellano: azafrán serrano, azafrán silvestre.[4]